# Metepeira olmec
Metepeira olmec är en spindelart som beskrevs av Piel 200. Metepeira olmec ingår i släktet Metepeira och familjen hjulspindlar. Inga underarter finns listade i Catalogue of Life.